# 2014年宜宾公交车纵火案
2014年宜宾公交车纵火案发生于2014年5月12日下午4时50分左右，其间中国四川省宜宾市的一辆14路公交车在宜宾城区南门桥上燃烧，造成1人死亡、77人受伤。

## 事件过程
事故发生时正值上下班高峰，14路公交车上乘客较多，其中有多名学生。该车在5月12日下午4时50分左右（一说是5时左右）向进城方向行驶，至城区南门桥上、往南岸途中时发生燃烧。
据目击者回忆，公交监控视频记录了如下一幕：一名偏瘦、身高约1.6-1.7米的男子手提大袋子于4时58分左右搭上了14路公交，在前门投币、却从后门上车，身边多数都站着学生。5时左右，该男子所处的位置冒出一团火、继而爆炸。当时在车上的一名小学生称：车刚开动，该男子“就拿出打火机点燃布口袋”。
有报道称现场公交车窗户全部破碎，场景“惨烈”。随后南门桥两边被封锁，除救援车辆外，其它车辆和行人均被禁止通行。
宜宾市第三人民医院接收伤者25人，有18人转院、6人住院，1人被送往急诊科。医院工作人员称年龄最小的伤者最小仅有八九岁。另外宜宾第一和第二人民医院等数家医院也接收了部分伤者。
当日晚间8点的消息称，宜宾市安监局表示：初步查明事故缘于人为纵火，嫌疑人已被锁定。已确认事件造成1名学生死亡、20余人受伤，其中多人重伤。
晚间9时媒体报道却指出，宜宾市新闻办称“没有证据表明燃烧事故系人为纵火”，且“宜宾市安监局也没有锁定所谓嫌疑人”。同时仍在调查事故原因。
公交公司称“有人蓄意纵火导致此事故”。

## 侦破结果
5月13日的媒体报道推翻了先前的一些结论，称现场的惟一死者并非学生，而是名叫余跃海的纵火犯罪嫌疑人。
51岁的余跃海是内江市中区白马镇双河村人，20年前曾在内江第七初中任政治课教师。事发前，他与一名女子居住在宜宾南岸的一个小区内，生有一女。